# 榊原忠之
榊原 忠之（さかきばら ただゆき）は、江戸時代中期から後期にかけての旗本。官位は従五位下・主計頭。江戸北町奉行として手腕を振るい、鼠小僧次郎吉を捕らえたことで著名である。

## 経歴
旗本織田信義の四男である織田信昆の三男として誕生した。織田信包の7代の子孫にあたる。
榊原忠尭の養子となり、寛政8年（1796年）4月19日に忠尭の隠居により家督を相続、11代将軍徳川家斉に拝謁した。
忠之が継いだ旗本榊原家は、榊原忠勝の次男榊原忠重を祖とし、忠重の祖父である榊原忠政は徳川家康が今川家に人質に出されていた際に付き従った小姓の一人とされる。上野国邑楽郡・山田郡・相模国鎌倉郡上野村（現在の横浜市栄区上郷町）内などで700石を領有する旗本であった。曽祖叔母は江ノ島岩本院（現在の江島神社）に嫁いでいる。
徒士頭、西ノ丸目付、小普請奉行と昇進し、主計頭に叙任。文化12年（1816年）には勘定奉行に、文政2年（1819年）閏4月1日に北町奉行に栄転した。
北町奉行としての忠之は迅速かつそつのない裁決を行い、江戸市民から人気があった。北町奉行在任は17年に及び、これは歴代江戸町奉行中でも長期にわたる。『想古録』では、「前任者が七八年、時には十年以上掛かっていた採決を二三日で行ってしまう」ほどのスピード裁判であったと伝えており、長期にわたる訴訟で訴訟費用に苦しんでいた江戸庶民から歓迎された。また、在任中に鼠小僧次郎吉、相馬大作、木鼠吉五郎など、世間を騒がせた規模の大きい裁判も多数担当した。
老中水野忠邦から台付の流行を取り締まるよう命じられた時、一旦「畏まりました」と引き下がった後で、隣室で大声で水野に聞こえよがしに「富くじを幕府公認の博打として許しながら、町人が行うささやかな台付のみを取り締まれという御触が出せるものか！」と言い、台付規制を撤回させた。また、癒着を求めて商人杉本茂十郎が賄賂を差し出してきた折には、逆に杉本を摘発するなど、剛直で私曲のない人物をうかがわせる話が伝わっている。木鼠吉五郎を尋問した際には、吉五郎が最後まで自白しなかったため、察斗詰を老中に申請して措置を下した。
天保7年（1836年）9月20日、長く務めた町奉行から旗本が任じられる最高職である大目付に転任した。天保8年（1837年）5月16日に留守居に転じ、同年7月21日に死去した。享年72。戒名は忠善院殿積譽崇慶大居士。墓は芝・増上寺塔中の安蓮社（現・東京都港区芝公園三丁目の浄土宗安蓮社）境内にある。

## 江戸幕府役職履歴
※日付＝旧暦
- 1798年（寛政10年）5月22日、小姓組番士となる。
- 1806年（文化3年）徒頭に異動。
- 1807年（文化4年）6月1日、西丸（権大納言徳川家慶）目付に異動。
- 1808年（文化5年）9月1日、目付に異動。
- 1814年（文化11年）12月8日、小普請奉行に異動。12月16日、従五位下に叙し、主計頭に任官。
- 1815年（文化12年）6月17日、勘定奉行・勝手方に異動。12月22日、公事方に異動。[要出典]
- 1817年（文化14年）3月1日、道中奉行を兼帯。[要出典]
- 1819年（文政2年）閏4月1日、江戸北町奉行に異動。
- 1836年（天保7年）9月20日、大目付に異動し、供連掛を兼帯。[要出典]
- 1837年（天保8年）5月16日、留守居に異動。7月20日、卒去。享年72。

## 系譜
- 父：織田信昆 - 旗本織田信義の四男
- 母：不詳
- 養父：榊原忠尭
- 妻：藤懸永種の娘
- 生母不明の子女
  - 長男：榊原忠義 - 勘定奉行、新潟奉行